# Galepsus signatus
Galepsus signatus är en bönsyrseart som beskrevs av Max Beier 1954. Galepsus signatus ingår i släktet Galepsus och familjen Tarachodidae. Inga underarter finns listade i Catalogue of Life.